# GMTV
GMTV(Good Morning Television, 법적 이름: ITV Breakfast Broadcasting Limited)는 1993년 1월 1일부터 2010년 9월 3일까지 영국에서 방송된 전국 채널 3 아침 TV 계약자/라이선스 사용자의 이름이자 2009년 11월 ITV가 전액 출자한 자회사이다. 얼마 지나지 않아 ITV는 프로그램의 종료를 발표했다. GMTV 최종 에디션은 2010년 9월 3일에 방송되었다.